# Pyrausta issykkulensis
Pyrausta issykkulensis là một loài bướm đêm trong họ Crambidae.